# Condé-lès-Herpy
Condé-lès-Herpy is een gemeente in het Franse departement Ardennes (regio Grand Est) en telt 159 inwoners (1999). De plaats maakt deel uit van het arrondissement Rethel.

## Geografie
De oppervlakte van Condé-lès-Herpy bedraagt 11,5 km², de bevolkingsdichtheid is 13,8 inwoners per km².
De onderstaande kaart toont de ligging van Condé-lès-Herpy met de belangrijkste infrastructuur en aangrenzende gemeenten.

## Demografie
Onderstaande figuur toont het verloop van het inwonertal (bron: INSEE-tellingen).

Vanwege een beveiligingsprobleem met de MediaWiki Graph-software is het momenteel niet mogelijk deze grafiek weer te geven. Zodra de software is bijgewerkt zal de grafiek vanzelf weer zichtbaar worden.

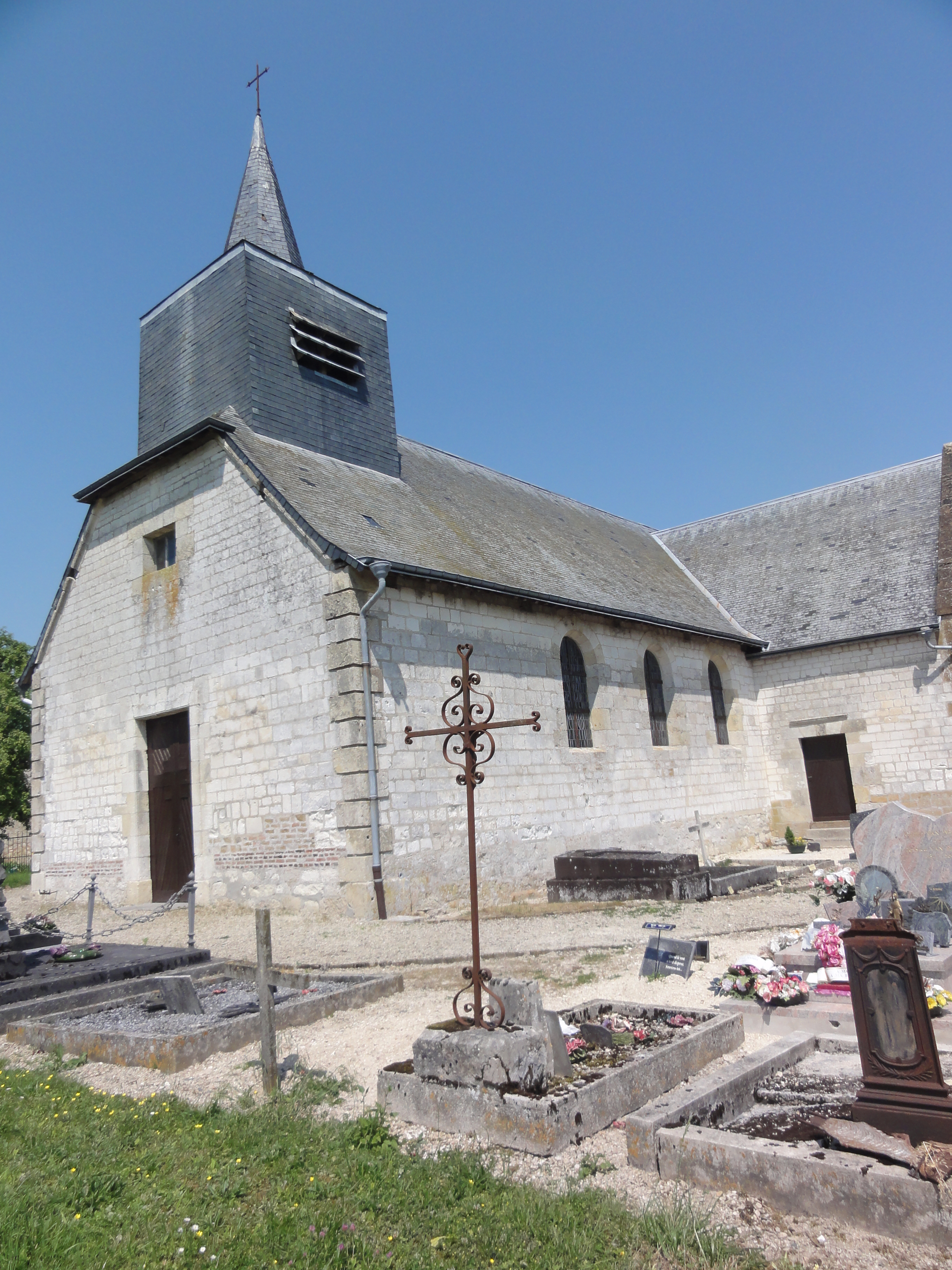
De kerk
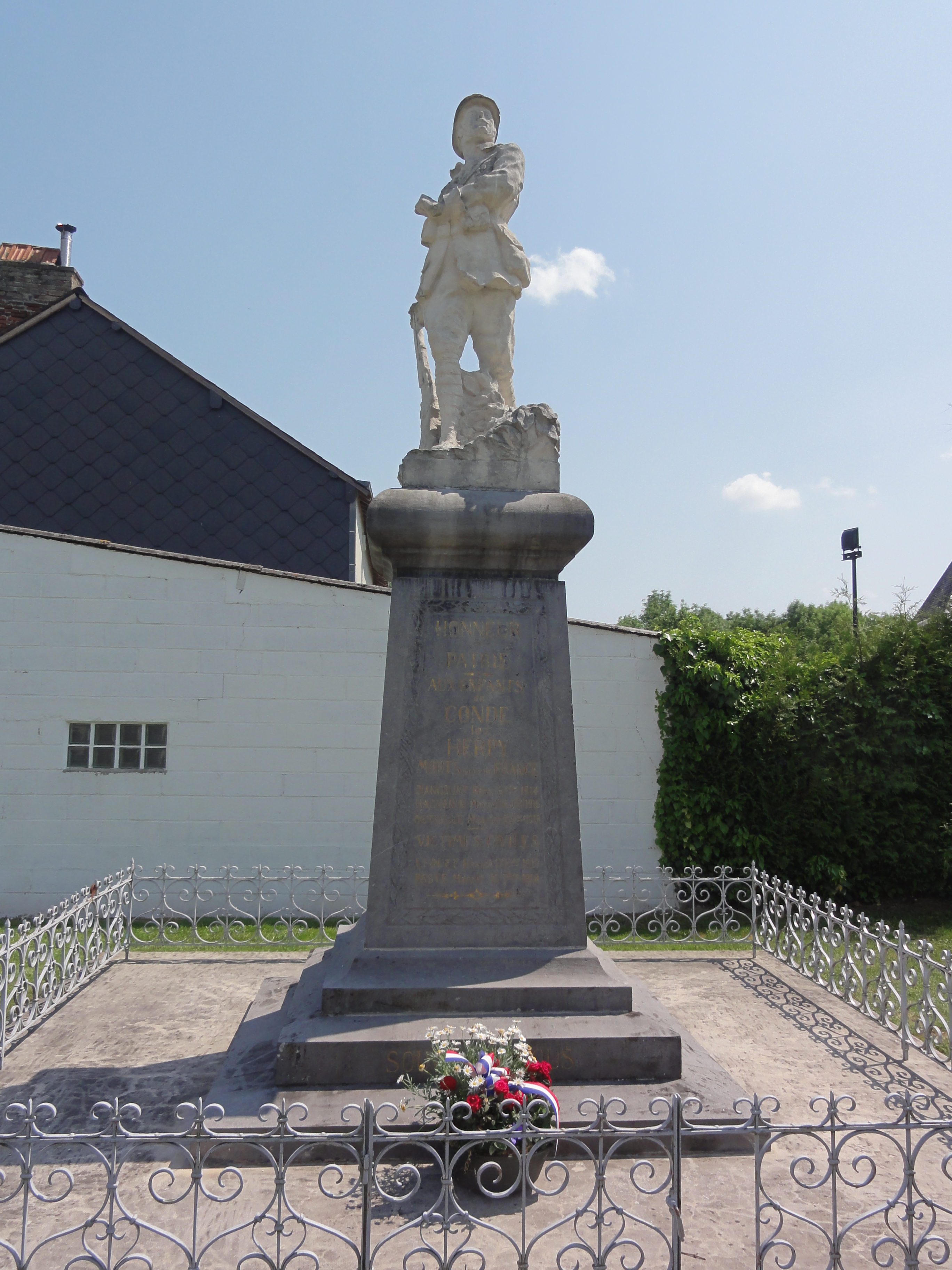
Oorlogsm,onument
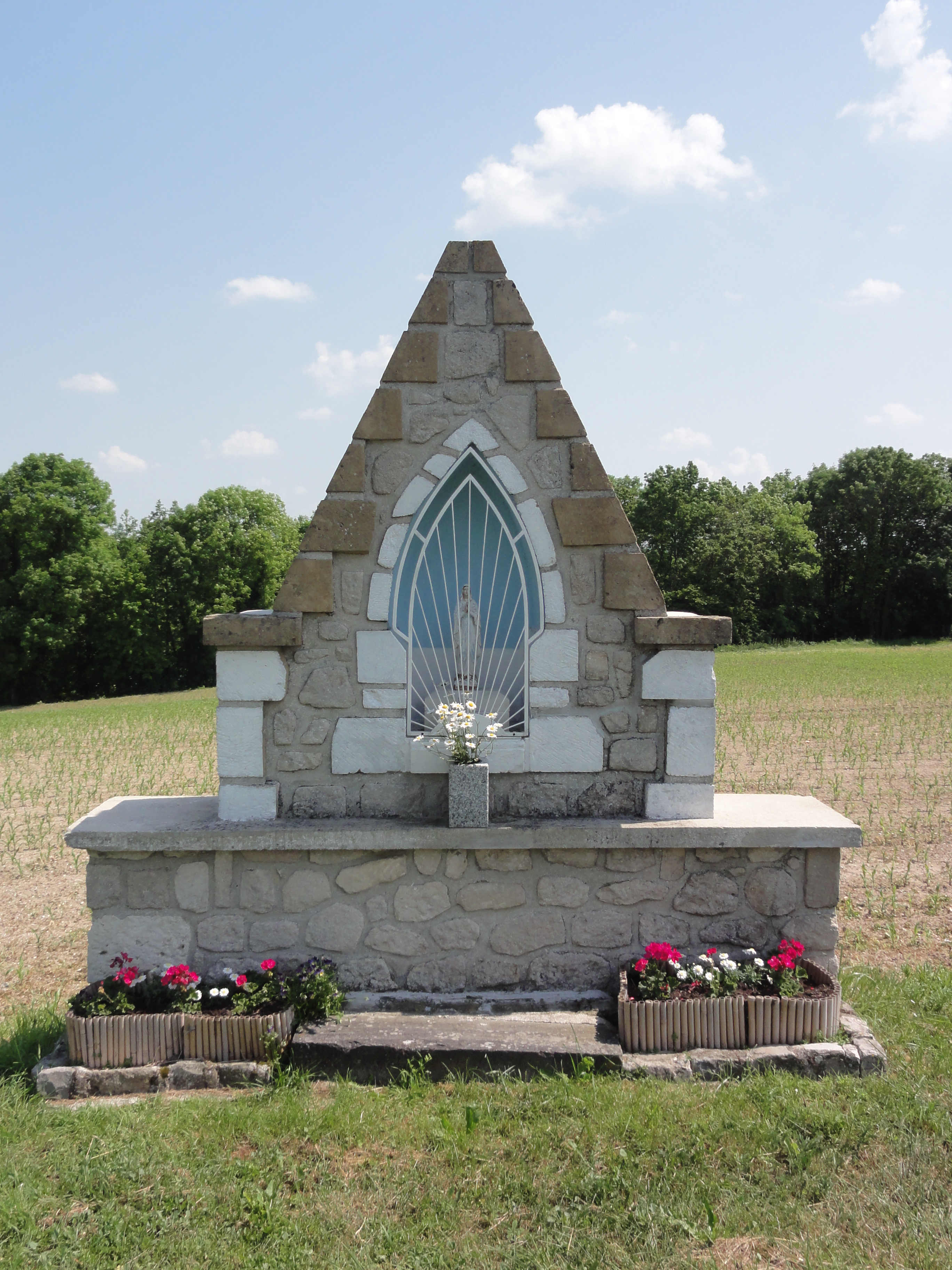
Wegkapel
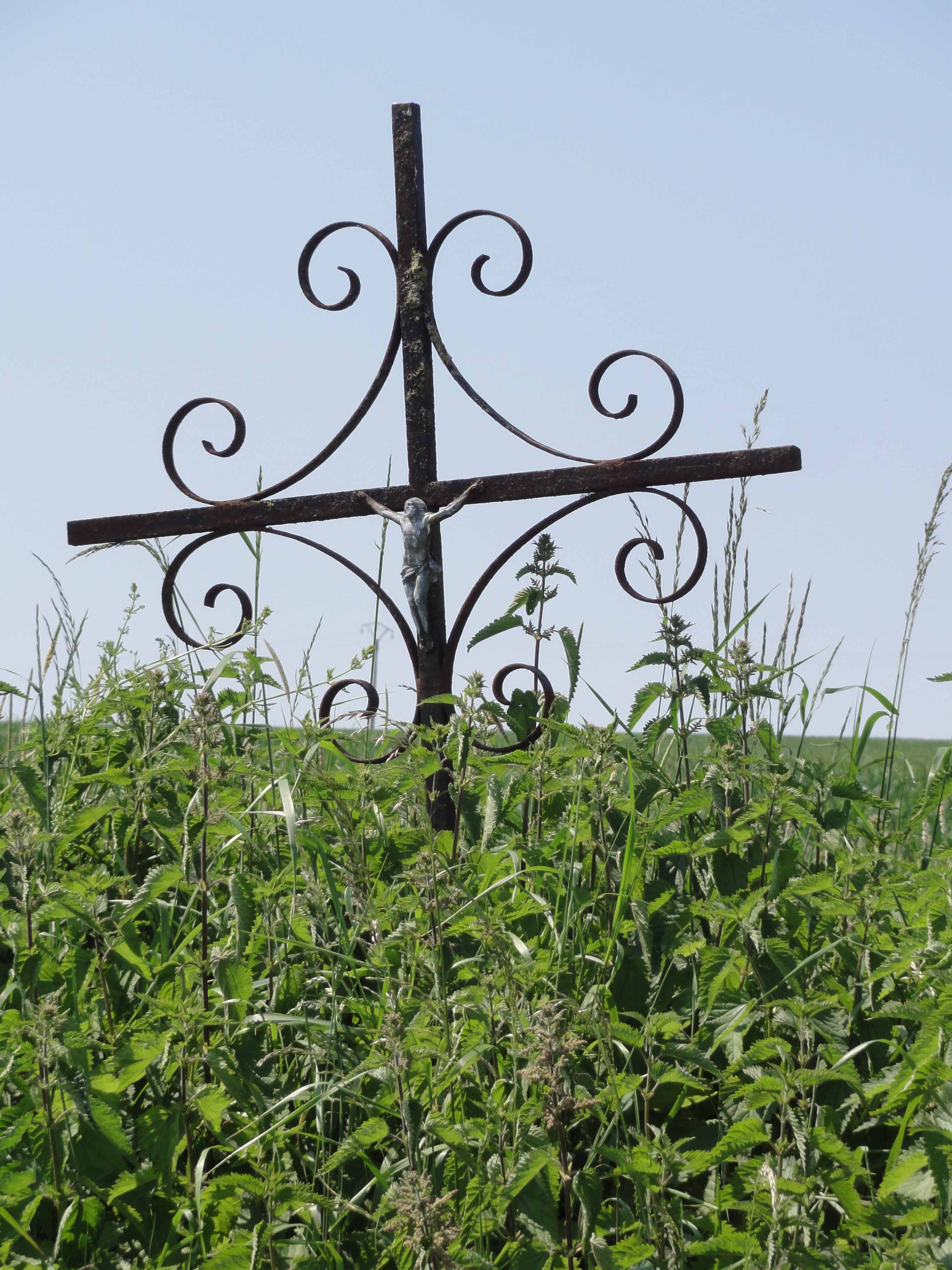
Wegkruis